# Carol Yager
Carol Ann Yager (Flint, 26 gennaio 1960 – Flint, 18 luglio 1994) fu una donna statunitense che raggiunse il peso più alto mai documentato per una persona di sesso femminile; nel gennaio 1993, nel contesto di un ricovero ospedaliero, il suo peso era infatti di 1 189 libbre, corrispondenti a circa 539 kg.
Secondo alcune pubblicazioni, il peso massimo raggiunto da Carol fu di circa 727 kg; ciò la porterebbe ad essere la persona più pesante di sempre (includendo anche gli uomini), superando di ben 92 kg la massima misurazione ufficiale di Jon Brower Minnoch. È stata inoltre la donna a perdere più peso in un breve lasso di tempo con metodi non chirurgici: ben 236 kg in tre mesi.
Poco prima della sua morte, avvenuta all'età di 34 anni, la donna, forse grazie a un recente dimagrimento, era riuscita a passare attraverso la porta d'ingresso costruita su misura, che aveva una larghezza di 121,9 cm.

## Biografia
Carol Yager dichiarò di aver sviluppato un disturbo del comportamento alimentare da bambina, a seguito di abusi sessuali subiti da un "familiare stretto"; in interviste successive dichiarò peraltro che vi fossero altri fattori che contribuivano alla sua estrema obesità. Allo stesso tempo, negava di mangiare quantità di cibo superiori a quelle normali.
Visse la maggior parte della sua vita a Beecher, nel Michigan, nella località di Mount Morris, vicino a Flint; negli ultimi anni venne assistita da operatori sanitari, amici, dalla figlia Heather e dal figlio Stephen Bishop, nonché da altri familiari, molti dei quali le facevano visita quotidianamente. Nelle fasi terminali della sua vita, venne trasferita in una casa di cura.
Apparve nel The Jerry Springer Show; a seguito di ciò divenne popolare e fu, per un periodo, oggetto da parte di svariati guru della dieta.

### Problemi di salute
Nel gennaio 1993, Yager fu ricoverata all'Hurley Medical Center, dove ne venne rilevato il peso di 539 kg, tuttora costituente il record mondiale per una persona di sesso femminile. La donna soffriva di cellulite dovuta a un'infezione batterica ed era in uno condizione di immunodeficienza. Rimase in ospedale per tre mesi, dove fu costretta a una dieta da 1200 kcal al giorno. Durante la degenza perse ben 236 kg; si ritenne, peraltro, che buona parte della massa persa fosse costituita da liquidi precedentemente ritenuti (nelle persone gravemente obese sono comuni questi accumuli edematosi), e non da tessuto adiposo. Soffriva anche di molti altri problemi di salute correlati all'obesità, tra cui difficoltà respiratorie, livelli di glicemia pericolosamente alti e stress a carico del cuore e di altri organi.
Carol Yager non era in grado di stare in piedi o camminare, in quanto i suoi muscoli non erano abbastanza forti da sostenere il suo peso, in parte a causa dell'atrofia muscolare dovuta al quasi totale inutilizzo di essi. La donna venne ricoverata in ospedale 13 volte in due anni, secondo il capo dei vigili del fuoco di Beecher, Bennie Zappa. Ogni viaggio richiedeva dai 15 ai 20 vigili del fuoco da due comandi della zona per assistere i paramedici nel trasportare Yager all'ambulanza. Una squadra all'interno della casa la faceva passare attraverso la porta a un'altra squadra all'esterno, che a sua volta la consegnava a un'altra squadra all'interno dell'ambulanza, dove sarebbe stata sistemata sul pavimento del veicolo.

### Morte
Carol Yager morì a Flint il 18 luglio 1994. Poco prima di allora, l'ultimo fidanzato della donna, Larry Maxwell, che dai familiari di Carol era stato definito "un opportunista che aveva attirato l'attenzione dei media per questioni di profitto economico", sposò un'amica di quest'ultima, Felicia White. Maxwell dichiarò di aver ricevuto una sola donazione di 20 dollari per aiutare Carol, tuttavia venne dichiarato da molti talk show, quotidiani, emittenti radiofoniche e altri media nazionali e internazionali che erano state devolute somme di denaro, anche ingenti, in cambio di interviste, servizi fotografici, eccetera.
Il certificato di morte di Carol Yager identifica l'insufficienza renale come causa del decesso, con le comorbidità dell'obesità e dell'insufficienza multiorgano indicate come fattori che hanno concorso all'exitus.
La donna fu sepolta con una cerimonia privata alla quale assistettero circa 90 persone, tra familiari e amici.